# 東新町 (磐田市)
東新町（とうしんちょう）は、静岡県磐田市の地名。住居表示実施済み。現行行政地名は東新町一丁目から東新町三丁目。

## 地理
磐田市東部に位置する。町域内は集合住宅地（磐田東新町団地）と一般住宅地で成り立っている。この2つは子供会や祭事などを別々に行う。元々東新町は東新屋の一部だった。
東側で新出、西側で大立野、南側で東新屋、北側で鎌田と隣接する。町域の北縁は静岡県道403号磐田掛川線で画している。町域の西側から順に東新町一・二・三丁目と並ぶ。

## 世帯数と人口
2018年（平成30年）11月30日現在の世帯数と人口は以下の通りである。
| 丁目         | 世帯数  | 人口    |
| ------------ | ------- | ------- |
| 東新町一丁目 | 461世帯 | 1,022人 |
| 東新町二丁目 | 229世帯 | 587人   |
| 東新町三丁目 | 204世帯 | 516人   |
| 計           | 894世帯 | 2,125人 |

## 交通

### 道路
県道
- 静岡県道403号磐田掛川線

## 施設
公共施設
- 東新町コミュニティ会館

その他の施設
- 多文化交流センター

### かつて存在した施設
- 東新町浄化センター（下水処理施設） - 現在は駐車場になっている。

## その他

### 日本郵便
- 郵便番号 : 438-0039[2]（集配局：磐田郵便局[4]）。

### 警察
町内の警察の管轄区域は以下の通りである。
| 番・番地等 | 警察署     | 交番・駐在所 |
| ---------- | ---------- | ------------ |
| 全域       | 磐田警察署 | 西貝交番     |